# 三川橋
三川橋（みかわばし）は、山形県鶴岡市にある赤川に架かる橋。

## 概要
鶴岡市街と旧羽黒町を結んでおり、国道345号が通る。赤川に架かる橋としては最大の長さを誇る。赤川本流の西側にあり、近隣している支流内川には西三川橋も架けられている。
三川橋 - 上流側の羽黒橋にかけて赤川河川緑地が整備されており、毎年8月には赤川花火大会が開催されている。

## 歴史

### 完成 - 現在
初代
1877年、初代山形県令の三島通庸が建設した。赤川の西側（鶴岡市街側）を流れる赤川支流の内川の約105 m、旧流の約76 m、新流の約182 mの3つの木橋で構成された。かつてこの地には渡船場が設けられ、清川街道に出たのちに江戸との交通の役割を果たしていた場所であった。赤川が支流の内川に近接し、降雨のたびに洪水に見舞われ交通が遮断するという事態も発生していた。
2代目
1894年に木製の橋と架け替え。
3代目
1915年に木製の橋と架け替え。
4代目
1931年、鉄筋コンクリート製の橋が完成した。
5代目（現在）
4代目橋の老朽化、交通渋滞の激化に対応すべく、新たな橋が1979年10月に開通した。全長は約450 m。

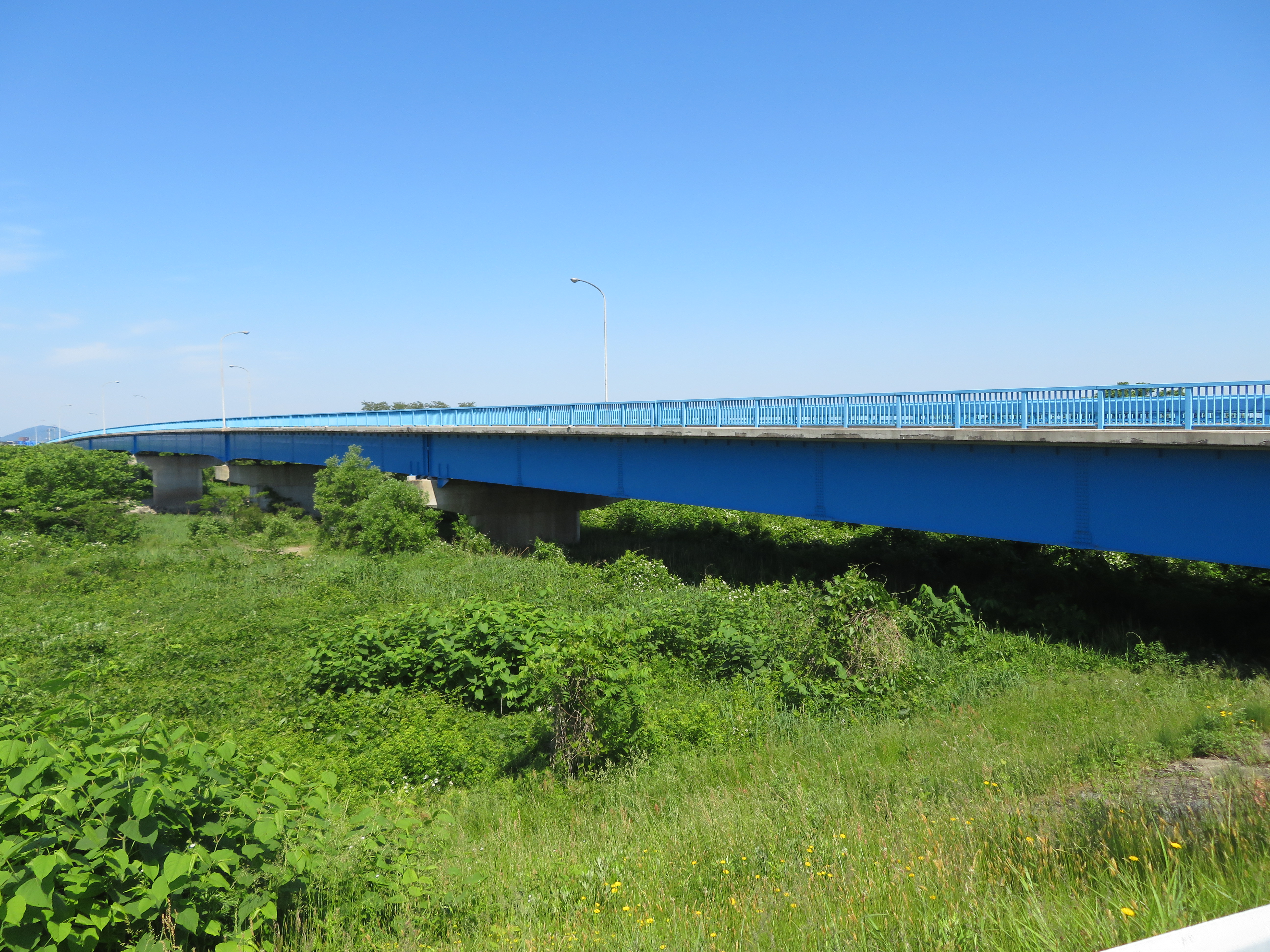
5代目の三川橋

### 名称の由来
三川橋の命名の由来は初代の橋の姿である"三本の流れにかかる三つの橋"とされているが、計画者の三島通庸と、技術者の平川勝伴から一字ずつとったという説もある。これは三島通庸による伝記「三島文書」に記されている。
なお、山形県の鶴岡市の属する庄内地方に三川町が存在するが、橋の名称には無関係である。

## 周辺
- 国道112号